# Sandy Stewart
Sandy Stewart (ur. 13 stycznia 1958 w San Francisco) – amerykańska piosenkarka, keyboardzistka i autorka tekstów, znana najbardziej z wydania solowego albumu Cat Dancer z 1984 roku oraz ze współpracy z wokalistką Stevie Nicks i zespołem Fleetwood Mac.

## Cat Dancer
Pierwsze wydawnictwo Sandy ukazało się w 1984 i był to singel „Saddest Victory” z jej pierwszego albumu, z tego samego roku. Wideo do tego utworu było często pokazywane w MTV przez kilka tygodni po wydaniu singla. Mimo to piosenka nigdy nie pojawiła się na listach przebojów.
Sandy i Stevie Nicks zaśpiewały także duet w piosence „I Pretend”, również zamieszczonej na debiutanckim albumie Stewart.
10 listopada 2009 roku album Cat Dancer wydano na płycie kompaktowej.

## Stevie Nicks/Fleetwood Mac

### Stevie Nicks
Stewart uczestniczyła w nagraniach do drugiego solowego albumu Stevie Nicks pod tytułem The Wild Heart, grając na wszystkich instrumentach klawiszowych i udzielając wokalu. Kilka utworów z tego albumu było współtworzone przez nią; są to: „If Anyone Falls”, „Nothing Ever Changes” i „Nightbird”.
Sandy napisała także „Maybe Love Will Change Your Mind” (z albumu Street Angel z 1994) i „Too Far From Texas” (z płyty Trouble in Shangri-La z 2001).

### Fleetwood Mac
Stewart jest autorką jednego z największych hitów Fleetwood Mac – „Seven Wonders” z albumu Tango in the Night wydanego w 1987.

## Blue Yonder
W roku 1987 został wydany album Blue Yonder. Produkcja płyty była prowadzona przez Arifa Madrina i Johna Branda. Miał to być początkowo kolejny solowy album Stewart, ale został zaprezentowany jako album zespołu (duetu) o tej samej nazwie. Projekt grupy i płyty był inwencją twórczą Stewart i jej ówczesnego współpracownika Davida Mundaya.

## Pozostałe współprace
W 1985 wokalistka nagrała duet z Nilem Rodgersem pod tytułem „This Is Your Day”. Utwór został stworzony na potrzeby soundtracku do filmu White Nights.
Na albumie Belindy Carlisle pt. Runaway Horses z roku 1989 można znaleźć utwór „Valentine” współtworzony przez Stewart.

## Dyskografia
- 1984: Cat Dancer
- 1987: Blue Yonder (jako wokalistka zespołu Blue Yonder)